# راية العلم الأبيض
راية العلم الأبيض، التي كانت تُعرف سابقًا باسم «علم القديس جورج» لوجود نسخة منه تخلو من الصليب في نفس الفترة، هي علم يُرفع على السفن والمحطات التابعة للبحرية الملكية البريطانية. يتميز العلم بصليب القديس جورج الأحمر على خلفية بيضاء، وهو مشابه لعلم إنجلترا باستثناء وجود علم الاتحاد في الركن العلوي.
يُرفع العلم الأبيض على يخوت أعضاء «السرب الملكي لليخوت» وعلى سفن «ترينيتي هاوس» المخصصة لمرافقة الملك الحاكم.
إلى جانب المملكة المتحدة، تمتلك العديد من الدول الأخرى نسخًا من العلم الأبيض تتضمن أعلامها الوطنية في الركن العلوي، حيث يُستبدل أحيانًا صليب القديس جورج بشارة بحرية خالية من الصليب كليًا. وترفع يخوت «نادي اليخوت الملكي الأيرلندي» علمًا أبيض يحمل في الربع الأول العلم الثلاثي الأيرلندي، ويزينه شعار القيثارة المتوجة المأخوذ من الشعار الهيرالدي لأيرلندا. أما علم «إقليم القطب الجنوبي البريطاني» وعلم «مفوضي مجلس المنارات الشمالية» فيحملان شعار الاتحاد في الربع الأول من خلفية بيضاء، متجاهلين وجود صليب القديس جورج الأحمر الكامل، إلا أنهما ليسا علمين مخصصين للاستخدام البحري.

## تاريخ
استُخدمت الرايات البحرية الإنجليزية لأول مرة في القرن السادس عشر، وغالبًا ما كانت مخططة بالألوان الأخضر والأبيض، التي ترمز إلى ألوان تيودور، ولكن استخدمت ألوان أخرى أيضًا لتحديد الأسراب المختلفة، مثل الأزرق والأحمر والبني الداكن. يمكن رؤية هذه الرايات المخططة تُرفع على كل من السفن الحربية الإنجليزية والإسبانية في اللوحات المعاصرة لمعارك الأرمادا الإسبانية عام 1588. لاحقًا، أُضيف صليب القديس جورج إلى الرايات، إما بوضعه في الركن العلوي أو بخياطته عبر الحقل، كما هو الحال في العلم الأبيض الحديث.
استمر استخدام هذه الرايات المخططة خلال عهد ملوك أسرة ستيوارت، حيث وُصف العلم البحري لعام 1623 بأنه يتألف من «15 خطًا أفقيًا بألوان متناوبة بين الأزرق والأبيض والأصفر، مع صليب القديس جورج في الركن العلوي». ومع حلول عام 1630، بدأ هذا التصميم بالاختفاء تدريجيًا، مع اعتماد الرايات الحمراء والبيضاء والزرقاء. بقيت الخطوط مستخدمة في بعض الأعلام الأخرى، مثل علم شركة الهند الشرقية الموقرة، الذي اعتمد في عام 1600، وعلم الاتحاد الكبير لعام 1775 الذي كان أساس العلم الحديث للولايات المتحدة، وكذلك العلم المخطط بالأحمر والأبيض والأزرق الذي يمثل علم هاواي.
يبدو أن أول علم أبيض واضح المعالم ظهر في القرن السادس عشر، وكان يتكون من خلفية بيضاء يتوسطها صليب القديس جورج العريض، بالإضافة إلى صليب آخر للقديس جورج في الركن العلوي. ومع حلول عام 1630، تبسط تصميم العلم الأبيض ليصبح مجرد خلفية بيضاء يتخللها صليب صغير للقديس جورج في الركن العلوي، بما يتناسب مع الرايات الحمراء والزرقاء المستخدمة آنذاك.
في عام 1707، أُعيد إدراج صليب القديس جورج ليشمل العلم بأكمله، لكنه لم يكن عريضًا كما في السابق، وأُضيف علم الاتحاد إلى الركن العلوي. ظهرت أيضًا نسخة من هذا العلم دون صليب القديس جورج الشامل، ويبدو أنها كانت مخصصة للاستخدام في المياه الداخلية فقط، إلا أن استخدامها تراجع واختفى بحلول عام 1720. وفي عام 1801، بعد صدور قانون الاتحاد لعام 1800، تم تحديث العلم ليشمل علم الاتحاد الجديد في الركن العلوي، ليأخذ شكله الحالي.
في تلك الفترة، تمت عملية تغميق اللون الأزرق في علم الاتحاد بناءً على طلب من هيئة البحرية الملكية، حيث كانوا يأملون أن تساهم هذه الخطوة في تقليل الحاجة إلى استبدال الأعلام بسبب بهتان اللون الأزرق في النسخة السابقة.
خلال هذه الفترة، شهدت الأعلام تغييرات في نسبها. ففي عام 1687، أمر سكرتير البحرية، صمويل بيبس، بأن تكون نسبة الأعلام 11:18 (أي 18 بوصة للطول مقابل 11 بوصة للعرض في ذلك الوقت). ومع بداية القرن الثامن عشر، تقلص عرض القماش إلى 10 بوصات، لتصبح نسبة الأعلام 5:9. وفي عام 1837، خُفض عرض القماش مجددًا إلى 9 بوصات، لتستقر الأعلام على النسبة الحالية 1:2.
خلال هذه الحقبة في تاريخ البحرية الملكية، كان العلم الأبيض جزءًا من مجموعة من ثلاثة أعلام بحرية، حيث خُصص كل علم لإحدى الأسراب الثلاثة في البحرية وفقًا للون (الأحمر، الأبيض، والأزرق). كان اللون الأحمر يمثل الرتبة الأعلى، بينما كان الأزرق يمثل الرتبة الأدنى. وكانت السفن ترفع العلم الذي يعكس لون السرب الذي تنتمي إليه، والذي يُحدد وفق أقدمية الأميرال الذي يقود السرب، إذ كان الأميرال الخلفي للسرب الأحمر يُعتبر الأرفع مقامًا مقارنةً بالأميرال الخلفي للسرب الأبيض.
في عام 1864، قررت هيئة البحرية الملكية إنهاء الالتباس الناجم عن استخدام العلم الأحمر كعلم مدني وعلم بحري على حد سواء، فتم تخصيص العلم الأبيض للبحرية الملكية بشكل حصري. ومع ذلك، أبقى الأمر الملكي الصادر حينها على خيار استخدام الأعلام الحمراء أو الزرقاء على سفن جلالة الملكة عند الحاجة.

## الاستخدام الحالي

### المملكة المتحدة (بما في ذلك أقاليم ما وراء البحار البريطانية والأقاليم التابعة للتاج البريطاني)
ترفع سفن وغواصات البحرية الملكية العلم الأبيض باستمرار أثناء إبحارها على السطح. ويمكن أيضًا رفع العلم الأبيض على السارية الخلفية، أو نقله إلى ذراع السارية الأيمن أثناء الإبحار في عرض البحر. وعند الرسو بجانب الرصيف، يُرفع العلم الأبيض في مؤخرة السفينة، بينما يُرفع علم الاتحاد كعلم صغير في المقدمة خلال ساعات النهار. ويتضمن شعار البحرية الملكية علمًا أبيضًا مرفرفًا في أعلاه.
يُرفع العلم الأبيض على رؤوس الصواري عندما تُزين سفن البحرية الملكية في المناسبات الخاصة، مثل عيد ميلاد الملك. كما يمكن للسفن الحربية الأجنبية رفع العلم الأبيض عند تواجدها في المياه البريطانية، إما للاحتفال بعطلة بريطانية أو عند إطلاق تحية للسلطات البريطانية. ويُسمح أيضًا لقوارب السفن المفوّضة برفع العلم الأبيض، إلى جانب يخوت «السرب الملكي لليخوت» وسفن «ترينيتي هاوس» التي ترافق الملك أو الملكة البريطانية.
على اليابسة، يُرفع العلم الأبيض في جميع المنشآت البحرية البرية (التي تُعتبر سفنًا حربية مُفوضة) بما في ذلك جميع منشآت مشاة البحرية الملكية. وقد مُنح الإذن لبعض المباني الأخرى المرتبطة بالبحرية برفع العلم الأبيض، بما في ذلك كنيسة القديس مارتن-إن-ذا-فيلدز الأنجليكانية في ميدان ترافالغار بلندن، التي تُعد كنيسة الأبرشية التابعة لهيئة البحرية. كما يُعرض العلم الأبيض على النصب التذكاري (السينوتاف) إلى جانب علم الاتحاد (للجيش البريطاني) وعلم سلاح الجو الملكي، إحياءً لذكرى ضحايا الحربين العالميتين. وقد مُنح إذن خاص للأفراد أو الهيئات برفع العلم الأبيض احتفالًا بيوم ترافالغار وانتصار معركة ترافالغار البحرية في الذكرى 201 في عام 2006.
المدمرة الأمريكية «وينستون إس. تشرشل» هي السفينة الحربية الوحيدة في البحرية الأمريكية التي ترفع العلم الأبيض إلى جانب علم الولايات المتحدة، تكريمًا لاسمها البريطاني، إذ سُميت تيمنًا برئيس الوزراء البريطاني السابق. أما السفينة «إس إس غريت بريتن»، التي صممها المهندس إيسامبارد كينغدوم برونيل، ورغم كونها سفينة تجارية، فقد اعتادت أن ترفع (وما زالت ترفع وتعرض، حيث تُحفظ حاليًا في الحوض الجاف كمعرض تاريخي/سفينة متحفية) العلم الأبيض. ويُعتقد أن السبب وراء ذلك يعود إلى أن قائدها الأول كان ضابطًا سابقًا في البحرية الملكية، وقد جلب معه العلم الأبيض ليُرفع على متنها.